# Ichneumolaphria schachti
Ichneumolaphria schachti là một loài ruồi trong họ Asilidae. Ichneumolaphria schachti được Geller-Grimm miêu tả năm 1997. Loài này phân bố ở vùng Tân nhiệt đới.